# Kodeks Moskiewski II
Kodeks Moskiewski II, łac. Codex Mosquensis II (Gregory-Aland no. V albo 031; Soden ε 75; sygnatura Państwowego Muzeum Historycznego w Moskwie: V.9, S.399) – grecki kodeks uncjalny Nowego Testamentu, paleograficznie datowany na IX wiek. Rękopis nie jest pełny, niektóre jego partie zostały utracone. Został przystosowany do czytań liturgicznych. Pochodzi z Athos i jest jednym z rękopisów sprowadzonych w 1655 do Moskwy. Tekst jest nisko oceniany przez współczesnych krytyków tekstu, dlatego krytyczne wydania Nowego Testamentu rzadko go cytują.

## Opis
Do dziś zachowało się 220 pergaminowych kart kodeksu (15,7 × 11,5 cm) z tekstem czterech Ewangelii. Karty ułożone zostały in octavo (składka jest kwaternionem). Tekst pisany jest w jednej kolumnie na stronę. W każdej kolumnie znajduje się 28 linijek tekstu , stychometrycznie według rzadko stosowanego systemu przypominającego Codex Campianus. Litery są małe i delikatne, stosowane są akcenty i punktacja (rzadko). Według oceny Matthaei, skryba pisał starannie i sumiennie.
Tekst pisany jest uncjałą do J 8,39, gdzie nagle urywa się. W XIII wieku brakujący tekst uzupełniony został tekstem minuskułowym. Ponadto występują w nim luki (Mt 5,44-6,12; 9,18-10,1; 22,44-23,35; J 21,10-fin.). W roku 1783 nie zawierał tylko Mt 22,44-23,35; J 21,10-25. Karty z tekstem Mt 5,44-6,12; 9,18-10,1 utracone zostały później.
Zawiera Epistula ad Carpianum oraz tablice do Kanonów Euzebiusza, umieszczone na początku rękopisu, przed Ewangeliami. Przed każdą z Ewangelii znalazły się tablice κεφαλαία (spis treści), jakkolwiek sam tekst nie został podzielony według κεφαλαία (rozdziały), a tylko według krótszych Sekcji Ammoniusza, których numery umieszczono na marginesie bocznym, z odniesieniami do Kanonów Euzebiusza (pisanymi pod numerami Sekcji Ammoniusza). Na marginesie umieszczono również noty stosowane przez lekcjonarze, dzięki czemu rękopis został przystosowany do czytań liturgicznych.
Do tego samego rękopisu dołączony został fragment „Chronologii” Hipolita z Teb, z której zachowała się tylko jedna karta.

## Tekst
Grecki tekst kodeksu reprezentuje bizantyńską tradycję tekstualną. Liczba obcych naleciałości jest niewielka. Hermann von Soden uznał ją za wczesną formę tekstu bizantyńskiego i zaklasyfikował do rodziny tekstualnej K1, dzisiaj oznaczanej symbolem E.
Kurt Aland dał mu profil 1921 1011/2 82 17s, co oznacza, że kodeks wspiera tekst bizantyński przeciwko „oryginalnemu” w 192 miejscach, współgra zarówno z tekstem bizantyńskim, jak i „oryginalnym” w 101 miejscach, wspiera tekst „oryginalny” przeciwko bizantyńskiemu w 8 miejscach. Ponadto kodeks posiada 17 sobie właściwych wariantów. W oparciu o ten profil tekst rękopisu został zaklasyfikowany do V kategorii Alanda.
Według Claremont Profile Method, tj. metody wielokrotnych wariantów, kodeks przekazuje standardowy tekst bizantyński, zgodny z rodziną tekstualną Kx. Metodą tą przebadano tylko trzy rozdziały Ewangelii Łukasza (1; 10; 20). Kx oznacza standardowy tekst bizantyński.
Rękopis nie zawiera tekstu Mt 16,2b–3 (znaki czasu).

## Historia

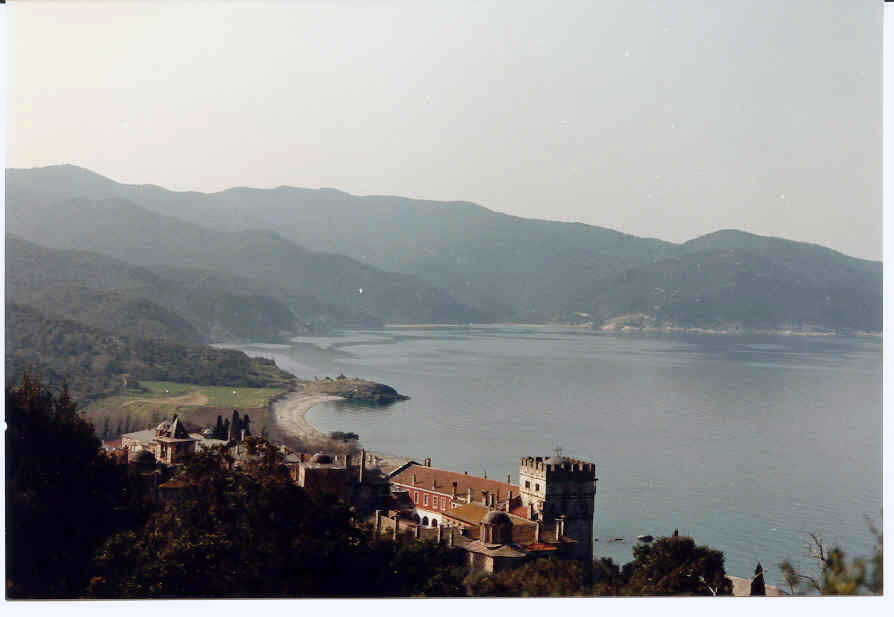
Klasztor Watopedi, z którego manuskrypt został przywieziony do Moskwy

Matthaei datował kodeks na VIII wiek. Konstantin von Tischendorf, Gregory i Aland datowali go na IX wiek – jest to data, za którą opowiada się obecnie INTF .
Wczesna historia kodeksu jest nieznana. Wiadomo tylko, że w 1655 znajdował się w klasztorze Watopedi na górze Athos. Z uwagi na zamiar przystąpienia do prac nad nowym przekładem Biblii, nazwanym później Biblią moskiewską, kodeks został w 1655 przywieziony przez mnicha Arseniusza Suchanowa do Moskwy (wraz z innymi rękopisami) na prośbę patriarchy Nikona. W 1724 rękopis został uwzględniony w katalogu Atanazego Schiady. Przechowywany był w bibliotece Świętego Synodu (XCVIII). Od 1920 rękopis przechowywany jest w Państwowym Muzeum Historycznym w Moskwie (V.9, S.399) .
F.C. Gross dostarczył wybór niektórych wariantów dla Wettsteina. Wettstein wykorzystał je w swoim wydaniu Nowego Testamentu, oznaczając je symbolem 87. Tekst rękopisu został skolacjonowany przez Matthaei w latach 1779 i 1783. Matthaei nadał mu też siglum V oraz opublikował pierwsze facsimile. Konstantin von Tischendorf posłużył się dziełem Matthaei w swoim wydaniu Novum Testamentum. Minuskułowy tekst Ewangelii Jana w przeszłości był klasyfikowany jako osobny rękopis. Griesbach umieścił go wśród minuskułów na pozycji 87. swojej listy, Scholz – na 250. Scrivener i Gregory włączyli go do kodeksu V (później 031). Gregory w 1908 dla całego rękopisu dał siglum 031. William Hatch opublikował jego facsimile w 1939. Rękopis badał Kurt Treu, który w 1966 sporządził opis rękopisu. Krytyczne wydania Nowego Testamentu rzadko cytują Kodeks Moskiewski II. Jest cytowany przez UBS3, ale UBS4 już go pomija. Nie jest cytowany w NA27 oraz NA28. W zdigitalizowanej formie dostępny jest na stronie INTF; dostęp jednak jest ograniczony wyłącznie dla celów badań naukowych .